# Leôncio de Cesareia
Leôncio de Cesareia (em grego:  Λεόντιος Καισαρείας, século III - 337) foi bispo de Cesareia na Capadócia. Leôncio consagrou Gregório, o Iluminador, como bispo dos Armênios em 302 e participou do Primeiro Concílio de Niceia em 325.
É venerado como santo pela Igreja Ortodoxa e Católica. Sua festa é 13 de janeiro.